# 麒麟叶
麒麟叶又名麒麟尾、拎树藤，是天南星科麒麟叶属的植物。

## 形态

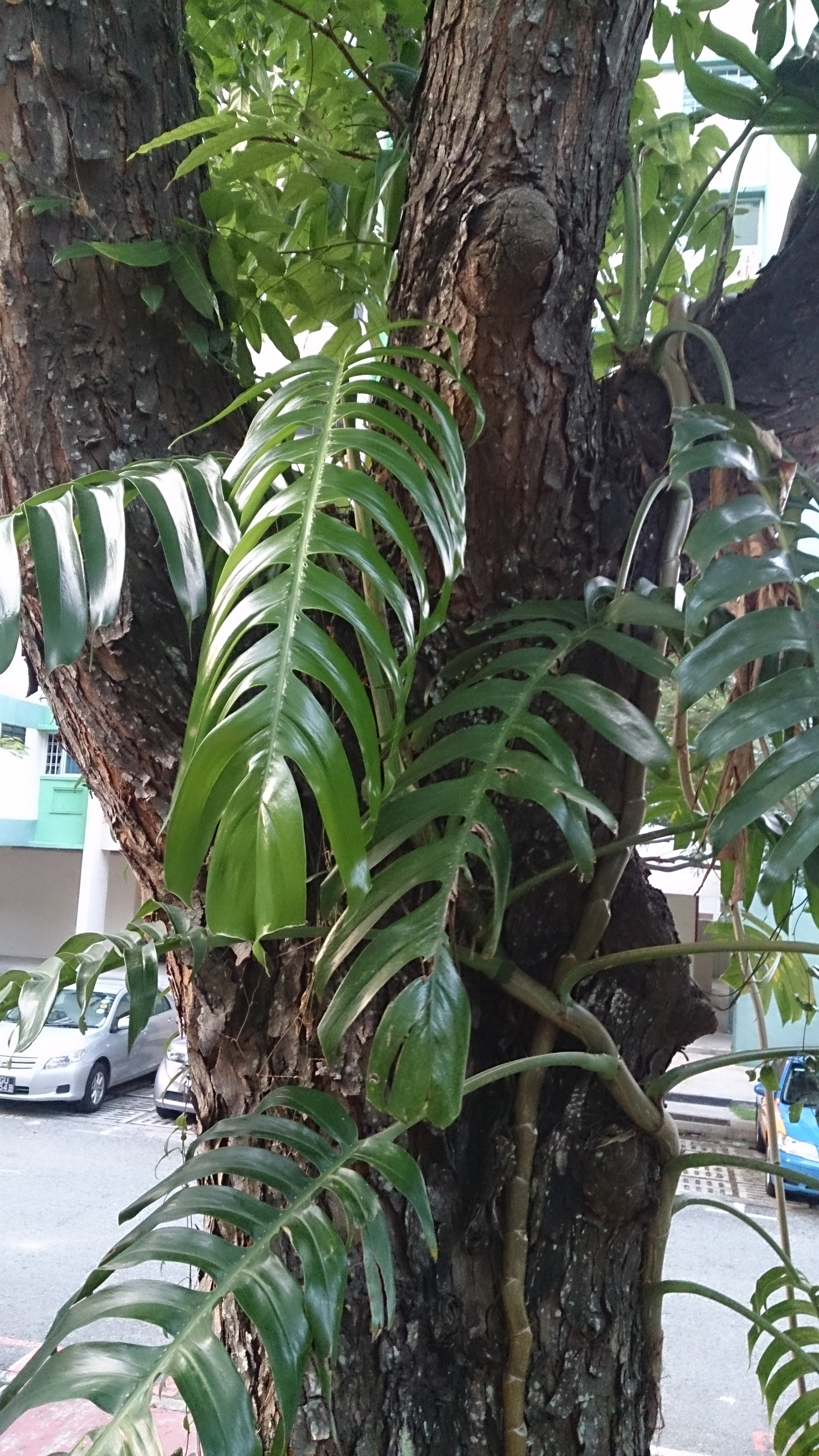
大型叶呈羽状深裂

多年生木质攀緣植物。叶片薄革质，幼叶为披针状长圆形，全缘，老叶为宽长圆形，长约60厘米，羽状深裂达中脉，裂片宽条形，稍向前弯曲。佛焰苞长10～12厘米，外面绿色，内面黄色，肉穗花序长约10厘米，花多数，两性，无花被，雄蕊4枚，子房呈六角形。果紧密靠合，种子肾形，长约5毫米。
- 肉穗花序
- 枝叶：小型叶全缘；中型叶呈不规则深裂

## 分布
分布于东南亚、台湾岛、菲律宾、印度支那、马来半岛、马来群岛、印度、华南（云南、广西、福建、广东等地）、日本（琉球群岛），乃至澳洲北部及太平洋的美拉尼西亚诸岛，生长于海拔700米至2,000米的地区，常生长在热带雨林的大树上及岩壁上。
本种也被人为引入到中美洲的西印度群岛，并归化于当地的自然生态之中。

## 别名
百宿蕉（广东阳春）、上树龙、百足藤、飞来风（广东高要）、爬树龙（海南）、飞天蜈蚣（广西博白）、台湾麒麟叶、台湾拎树藤。